# Kathryn Adams Doty
Pour l’article homonyme, voir Kathryn Adams.
Kathryn Adams née Kathryn Elizabeth Hohn le 15 juillet 1920 à New Ulm, Minnesota, et morte le 14 octobre 2016 à Mankato, est une actrice américaine. Retirée très tôt des écrans, elle ne travailla pour le cinéma qu'entre 1939 et 1946.

## Biographie
Kathryn Adams Doty a écrit deux romans, A Long Year of Silence et Wild Orphan. Le premier, qui se passe à New Ulm dans le Minnesota, pendant la Première Guerre mondiale, fut finaliste pour le Minnesota Book Award et remporta le Midwest Book Award de 2005.
Son troisième livre, Becoming the Mother of Me, décrit son enfance de fille de pasteur, son voyage vers Hollywood et son mariage à l'acteur Hugh Beaumont.

## Filmographie

### Cinéma
- 1939 : Quasimodo : compagne de Fleur
- 1939 : Micro folies (That's Right - You're Wrong) de David Butler : Mrs. Elizabeth Ralston (non créditée)
- 1939 : La Fille de la Cinquième Avenue ou Un ange en tournée (Fifth Avenue Girl) de Gregory La Cava : Katherine Borden
- 1940 : La Femme invisible d'A. Edward Sutherland : Peggy
- 1940 : L'Auberge des loufoques (Argentine Nights) : Carol
- 1940 : Black Diamonds : Linda Connor
- 1940 : Love, Honor and Oh Baby! : Susan
- 1940 : Ski Patrol (en) de Lew Landers : Lissa Ryder
- 1940 : Petite et Charmante (If I Had My Way) de David Butler : Miss Corbett
- 1940 : Millionaire Playboy (non créditée) : Betty
- 1940 : Chanson d'avril : Fille avec le diseur de bonne aventure
- 1941 : Toute à toi : Mariée (non créditée)
- 1941 : Hellzapoppin' (non créditée)
- 1941 : Arizona Cyclone (en) de Joseph H. Lewis  : Elsie
- 1941 : Histoire inachevée (Unfinished business) de Gregory La Cava : Katy
- 1941 : Rawhide Rangers : Jo Ann Rawlings
- 1941 : Bachelor Daddy : Eleanore Pierce, alias Jane Smith
- 1941 : Model Wife (non créditée) : Salesgirl
- 1941 : Sky Raiders : Mary Blake
- 1941 : Bury Me Not on the Lone Prairie (en) de Ray Taylor : Dorothy Walker
- 1941 : Nice Girl? (non créditée) : Bride
- 1941 : Meet the Chump : Gloria Mitchell
- 1942 : Junior G-Men of the Air (non créditée) : Grace
- 1942 : You're Telling Me (non créditée)
- 1942 : Cinquième Colonne d'Alfred Hitchcock  : Mlle Brown - la fille de Tobin
- 1946 : Blonde for a Day : Phyllis Hamilton

### Court-métrage
- 1940 : Molly Cures a Cowboy  de Jean Yarbrough : Molly